# Mark Stepanovič Tereščenko
Mark Stepanovič Tereščenko (Kovalicha, 25 dicembre 1893 – Charkiv, 18 agosto 1982) è stato un regista cinematografico ucraino.

## Filmografia (parziale)

### Regista
- Ne po doroge (1927)
- Bolšoe gore malen'koj ženščiny (1929)[1]